# El Mosaico
El Mosaico fue un grupo literario o tertulia literaria y una publicación periódica literaria colombiana fundada en 1858 por José María Vergara y Vergara y Eugenio Díaz Castro, el periódico con el mismo nombre fue una de las primeras revistas en promover una literatura nacional en Colombia.
Fue la tertulia literaria e intelectual más famosa de Colombia durante el siglo XIX por sus resultados literarios, periodísticos y culturales al igual que por sus miembros; aglutinó a los escritores más representativos de la segunda mitad del siglo en Colombia.
Andrés Gordillo Restrepo, autor de El Mosaico (1858-1872): nacionalismo, élites y cultura durante la segunda mitad del siglo XIX, escribe que el periódico El Mosaico, aparecido en Bogotá durante la segunda mitad de 1858, tenía como objetivos llenar un doble vacío: por un lado, la ausencia de instituciones que fomenten la literatura y las artes en Colombia; por otro, el que experimenta la elite cultural ante el debilitamiento de la vida social, debido a un entumecimiento de la vida asociativa. Estos últimos sólo despertaban durante las fiestas civiles o religiosas y en acontecimientos excepcionales que rompían la rutina diaria, como bodas y funerales. 

## Periódico
Sus trabajos literarios aparecieron en diversas publicaciones pero es reconocido por el periódico que lleva el mismo nombre, tenía carácter literario y su objetivo principal era el fortalecimiento de la literatura colombiana a partir de la divulgación de artículos de opinión, reseñas históricas, poesías, cuadros de costumbres, biografías, necrologías y demás cosas.Importante no sólo por la literatura que publicó sino también porque reunió a escritores de diversas tendencias. 
Sus publicaciones fueron dirigidas por diferentes intelectuales colombianos del siglo XIX como José María Vergara y Vergara, Ricardo Carrasquilla, José Caicedo Rojas, José David Joaquín, José Manuel Marroquín, Felipe Pérez y José Joaquín Borda. 
Ideológicamente, se alineó con el conservadurismo, y fue llamado el Olimpo intelectual de la capital colombiana en el siglo XIX.
Sus publicaciones pararon por un tiempo durante la guerra civil de Tomás Cipriano de Mosquera y retornaron el 13 de enero de 1864 bajo el su nombre de “Periódico de industria, ciencia, arte, literatura e inventos, a cargo de una asociación progresista”, en esta segunda época contó con la participación de Jorge Isaacs, Daniel Mantilla, Jorge Conto, Vicente Holguín, J.J Vargas y Temístocles Abella. 

## Tertulia
Entre 1862 y 1865 El Mosaico se organiza para hacer unas tertulias literarias o asociación de escritores con el fin de socializar las obras, de crear una literatura colombiana nacional que describiera en cuadros de costumbres y demás escritos literarios con más colaboradores y escritores. Sus miembros se reunían durante vigilias, llamadas 'mosaicos', que tenían lugar en una de sus casas.
Reunió a escritores y poetas de variadas tendencias, preocupados por perpetuar la pureza de la lengua española y sus formas tradicionales. También quisieron intentar escribir, por primera vez, la historia de las letras colombianas y así fortalecer la identidad cultural de la hoy Colombia. Querían dar a conocer mejor la tierra de su patria y contar las hazañas de sus héroes, describir los usos y costumbres de sus compatriotas y, finalmente, describir los paisajes de Colombia.
El círculo literario es inseparable de la revista del mismo nombre. Creada durante la segunda mitad del siglo XIX, reunió a destacados intelectuales, unidos por el romanticismo reinante en la época. La revista publicó, entre otras cosas, los escritos de los miembros del grupo.
- Jorge Isaacs es invitado al círculo literario por José María Vergara y Vergara donde surge como nuevo escritor, después de realizar su primer aprendizaje literario con El Mosaico, En 1867 Jorge Isaacs regresa al Gran Cauca para escribir su única novela María.[5][6]

- La obra El espíritu del siglo de José María Vergara y Vergara es publicada en El Mosaico.
- La obra Manuela, de Eugenio Díaz publicada en El Mosaico en varias entregas a partir del 24 de diciembre de 1858, precedida de un prólogo de Vergara y Vergara, patrocinada como «la novela nacional».[7]

Estas reuniones se dejaron de hacer tras la muerte de Eugenio Díaz en  1865.

## Operación y reuniones
El Mosaico experimentó tres épocas de funcionamiento:
- De 1858 a 1860. La Guerra Civil Colombiana (1860-1862) provocó la primera suspensión.

- De 1864 a 1865, cuando Jorge Isaacs entró en contacto con Vergara, el director del periódico. Las guerrillas y el estado de guerra declarado en 1865 (seguido del estado de guerra declarado en 1867) fueron la causa de la segunda suspensión.

- De 1871 a 1872 (siendo 1872 el año de la muerte del fundador y director de El Mosaico, José María Vergara y Vergara).

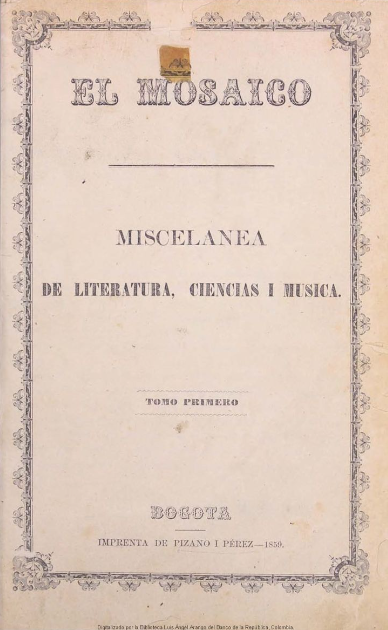
Año I Número 1 - 24 de diciembre de 1858

## Biblioteca
Una librería, anexa al periódico El Mosaico, que tenía como principal tarea promover la venta de libros nacionales. Presentó reproducciones litográficas de personajes neogranadinos, novelas, poemas, manuales de ortografía, retórica y gramática castellana, así como libros de derecho.
La librería enviaba el listado de obras literarias y otras obras en venta a los cincuenta agentes repartidos por los departamentos que integran la red de distribución de El Mosaico para sus pedidos.
En 1860, El Mosaico contaba con 400 suscriptores, 120 de ellos en Bogotá.

## Algunos integrantes del grupo El Mosaico y colaboradores
El proyecto unió a personalidades de las elites de todos los espectro políticos, a los letrados de Bogotá y a escritores, poetas y demás. Algunos miembros y colaboradores de El Mosaico fueron Lorenzo María Lleras, Rufino José Cuervo, Manuel Ancízar, José Manuel Groot, Medardo Rivas, José Manuel Marroquín, José María Samper, Rafael Eliseo Santander y Ricardo Silva, José María Quijano Otero, Salvador Camacho Roldán.
|  | José María Vergara y Vergara | nacido en Bogotá (1831 - 1872). Escritor, periodista y crítico literario, fue fundador y director de la revista “El Mosaico”. |
|  | Eugenio Díaz Castro          | nacido en Soacha, Colombia (1803 - 1865). Escritor, se dio a conocer gracias a su novela Manuela. Fue uno de los fundadores de El Mosaico. |
|  | José María Samper            | nacido en Honda, Colombia (1828 - 1888). Fue escritor, periodista, abogado y político. |
|  | Lorenzo María Lleras         | nacido en Bogotá (1811 - 1868). Poeta, periodista, educador y político, escribió diversos artículos literarios en “El Mosaico”. |
|  | Salvador Camacho Roldán      | nacido en Nunchía, Colombia (1827 - 1900). Fue abogado, político, educador y periodista. Designado Presidencial de los Estados Unidos de Colombia. |
|  | José Manuel Marroquín        | nacido en Bogotá (1827 - 1908). Escritor y político, fue el 8.º presidente de la República de Colombia de 1900 a 1904. |
|  | Diego Fallón                 | nacido en Santa Ana, actual Falán, Colombia (1834 - 1905). Poeta, ingeniero y músico, enseñó piano en la Academia de Música de Bogotá. Sus poemas más conocidos son: La luna, A la palma del desierto, Las rocas de Suesca. Una colección de sus poemas, Poesía, se publicó póstumamente en 1916. Su ciudad natal pasó a llamarse Falan. |
|  | Jorge Isaacs                 | nacido en Cali, Colombia (1837 - 1895). Fue escritor, novelista y poeta. Su novela María, que fue un gran éxito, combina el idilio rural y la pintura moral. En 1864, fue invitado a leer sus manuscritos de poesía en casa de José María Samper, durante una reunión del círculo literario El Mosaico, frente a otros catorce escritores que reconocieron su talento. La revista “El Mosaico” publicó treinta de sus composiciones poéticas: Poesías. |

Otros eran
- Ricardo Carrasquilla, nacido en Quibdó, Colombia (1827 - 1886). Fue educador, filósofo y poeta.[14]

- Ezequiel Uricoechea Rodríguez, nacido en Bogotá (1834 - 1880). Escritor, humanista, lingüista y científico, escribió en numerosos números de la revista “El Mosaico”.

- José María Quijano Otero, nacido en Bogotá (1836 - 1894). Fue escritor, historiador y político.

- Doctor Aníbal Galindo, autor de: Estudios económicos fiscales y Las batallas decisivas de la Libertad.

La mirada atenta y la imaginación creativa de los integrantes de El Mosaico contribuyeron en gran medida al enriquecimiento intelectual y artístico de cada uno de ellos y de Colombia.
Dejó de publicarse en 1872 tras la muerte de su fundador José María Vergara y Vergara.